# هنري شولتز
هنري شولتز (بالإنجليزية: Henry Schultz)‏ هو اقتصادي أمريكي، ولد في 4 سبتمبر 1893 في Sharkawshchyna ‏ في بيلاروس، وتوفي في 26 نوفمبر 1938 في سان دييغو في الولايات المتحدة بسبب حادث مرور.

## وصلات خارجية
- هنري شولتز على موقع الموسوعة البريطانية (الإنجليزية)